# Orthogonia grisea
Orthogonia grisea là một loài bướm đêm trong họ Noctuidae.